# Bauhinia championii
Bauhinia championii är en ärtväxtart som först beskrevs av George Bentham, och fick sitt nu gällande namn av George Bentham. Bauhinia championii ingår i släktet Bauhinia och familjen ärtväxter.

## Underarter
Arten delas in i följande underarter:
- B. c. championii
- B. c. rubiginosa
- B. c. yingtakensis